# Црни агути
Црни агути (лат. Dasyprocta fuliginosa) је сисар из реда глодара (Rodentia) и породице агутија (Dasyproctidae).

## Распрострањење
Ареал врсте покрива средњи број држава. Врста настањује станишта у Бразилу, Венецуели, Колумбији, Перуу, Еквадору, Гвајани и Суринаму.

## Угроженост
Ова врста је наведена као последња брига, јер има широко распрострањење и честа је врста.